# Тейш (Олт)
Тейш (рум. Teiș) — село у повіті Олт в Румунії. Адміністративно підпорядковане місту Балш.
Село розташоване на відстані 156 км на захід від Бухареста, 20 км на південний захід від Слатіни, 25 км на схід від Крайови.

## Населення
За даними перепису населення 2002 року у селі проживали 722 особи.
Національний склад населення села:
| Національність | Кількість осіб | Відсоток |
| -------------- | -------------- | -------- |
| румуни         | 685            | 94,9%    |
| цигани         | 37             | 5,1%     |

Рідною мовою назвали:
| Мова      | Кількість осіб | Відсоток |
| --------- | -------------- | -------- |
| румунська | 692            | 95,8%    |
| циганська | 30             | 4,2%     |